# 中電前停留場
中電前停留場（ちゅうでんまえていりゅうじょう、中電前電停）は、広島市中区小町にある広島電鉄宇品線の停留場である。駅番号はU03。
停留場名は中国電力本社の最寄りであることに由来する。

## 歴史
当停留場は宇品線が1912年（大正元年）に開通したのに合わせて開設された。開設当時の停留場名は西塔橋停留場（せいとうばしていりゅうじょう）であり、これはかつて当地を流れていた西塔川（西堂川）に架かっていた西塔橋（西堂橋）の名に由来する。また開設当時の停留場は白神社の南、現在の平和大通りとの交差点付近に置かれていたが、これもかつて西塔橋が架かっていた場所とおおむね対応する。停留場名はその後1919年（大正8年）ごろに白神前停留場（しらかみまえていりゅうじょう）へと改められた。
1945年（昭和20年）8月6日には広島市への原子爆弾投下により宇品線をはじめとして広島電鉄の市内線は全線不通となるが、当停留場を含む宇品線の紙屋町 - 電鉄前間は同年9月に復旧を果たした。またこの年以降には白神社前停留場（しらかみしゃまえていりゅうじょう）に改称している。戦後、停留場の位置は次第に南へ遷移し、まず平和大通りが開通すると大通りの南へ、次いで1971年（昭和46年）にはそこからさらに60メートル南へ移され、現在の位置となった。このとき、合わせて停留場名が中電前停留場に改称されている。

### 年表
- 1912年（大正元年）11月23日：西塔橋停留場として開業[3]。現在の平和大通りとの交差点（白神社前交差点）あたりにあった[5]。
- 1919年（大正8年）ごろ：白神前停留場に改称[3]。
- 1945年（昭和20年）
  - 8月6日：原爆投下により、運行休止[3]。
  - 9月12日：電鉄前 - 紙屋町が単線で復旧[3]。
- 時期不明：白神社前停留場に改称[3][4]。
- 1971年（昭和46年）3月22日：現在地に移設され、中電前停留場に改称[3]。
- 1996年（平成8年）10月：駅番号「U3」を付与[7]。
- 2025年（令和7年）8月3日：駅番号を「U03」へ変更[8]。

西塔橋から白神前への改称時期を1917年（大正6年）ごろとする資料もあるが、『広島電鉄開業100年・創業70年史』では1918年（大正7年）時点での停留場名を「西塔橋」とする。

## 停留場構造
宇品線はほぼ全区間で道路上に軌道が敷かれた併用軌道であり、当停留場も道路上にホームが設置されている。ホームは低床式で上下2面あり、南北方向に伸びる2本の線路を挟み込むように向かい合って配置された相対式ホームである。線路の東側に広島港方面へ向かう下りホーム、西側に紙屋町・本線方面へ向かう上りホームがある。ふだんは無人駅であるが、ひろしまフラワーフェスティバル開催時には整理員が配置される。
ホームには屋根が全長にわたって取り付けられている。1977年（昭和52年）からは電車の接近を知らせる表示器が設置された。

### 運行系統
当停留場には、広島電鉄で運行されている系統のうち1号線、3号線、7号線、それに0号線が乗り入れる。
| 下りホーム （市役所前方面） | 1号線 · 7号線         | （広電本社前経由）広島港ゆき   |
| 下りホーム （市役所前方面） | 3号線 · 0号線         | 日赤病院前ゆき                 |
| 下りホーム （市役所前方面） | 3号線 · 7号線 · 0号線 | 広電本社前ゆき                 |
| 上りホーム （紙屋町方面）   | 1号線                 | （八丁堀経由）広島駅ゆき       |
| 上りホーム （紙屋町方面）   | 3号線                 | （十日市町経由）広電西広島ゆき |
| 上りホーム （紙屋町方面）   | 7号線                 | （十日市町経由）横川駅ゆき     |

## 停留場周辺

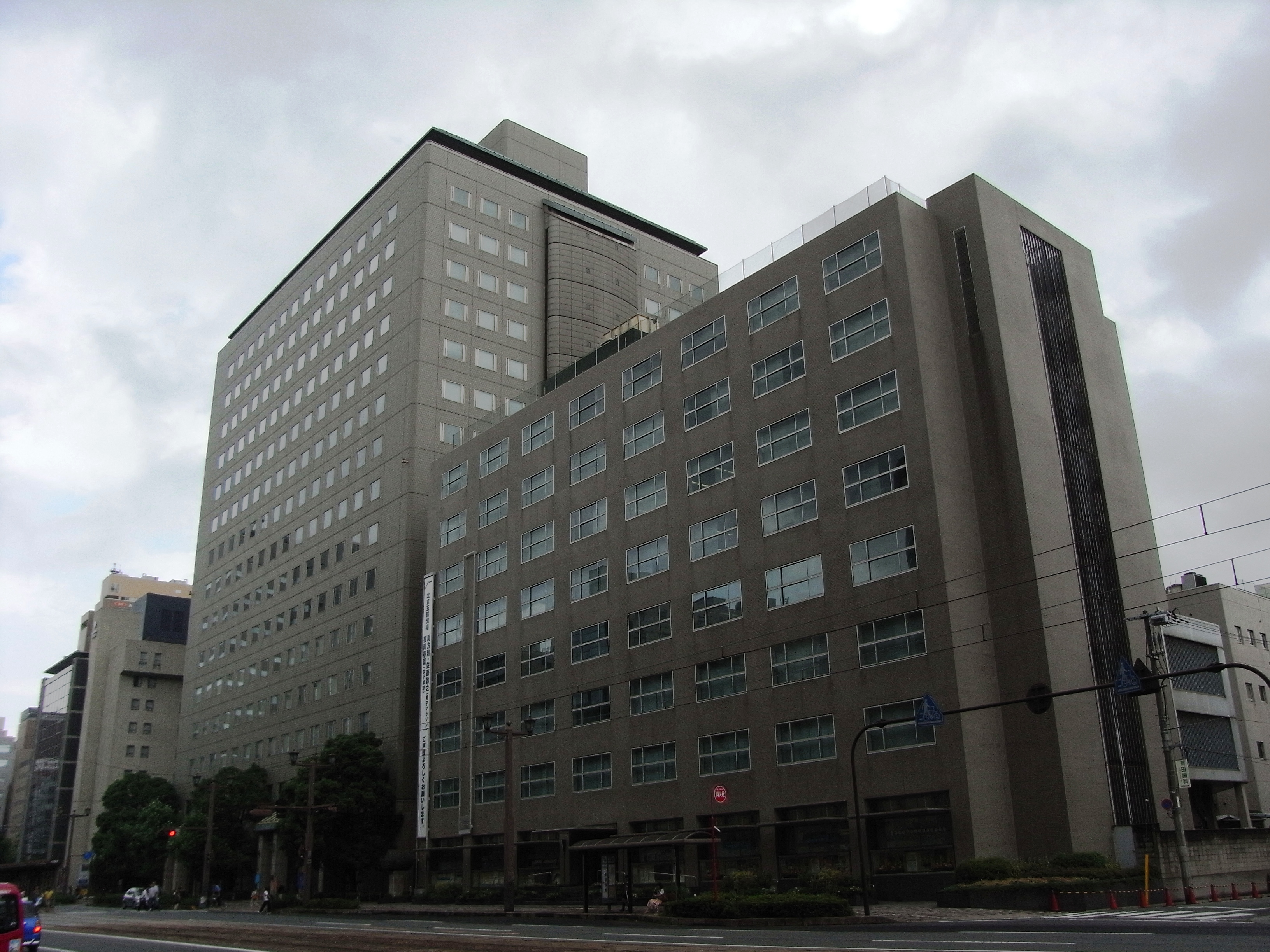
中国電力本社

中国電力本社は停留場の東に隣接する。
- ホテル呉竹荘　広島大手町

### バス路線
鯉城通り沿いに「中電前」バス停があり、広電バス・広島バス・中国JRバス・芸陽バス が停車する。
ストレート化工事にともない、2024年10月2日から11月中旬までの期間、市役所前方面のバスは当停留所を通過する。
中電前 バス停（南行き 市役所前方面）
- 2（広電バス） 市役所前行き 平日の午前のみ
- 3（広電バス） 舟入本町・観音マリーナホップ方面
- 6（広電バス） 舟入本町・江波方面
- 7（広電バス） 南区役所前・東雲方面
- 10（広電バス） 市役所前・大学病院前方面 平日の朝と夕のみ
- 12（広電バス） 市役所前・仁保沖町方面 平日朝の4便のみ
- 21（広島バス） ベイシティ宇品・広島港方面
- 25 急行（広島バス） 市役所前行き 平日朝の4便のみ
- 41（広電バス・芸陽バス） 南区役所前・東雲方面
- 54,55（広電バス） 舟入本町・西広島バイパス方面
- 60,64（広電バス） 市役所前行き
- 103（広電バス・広島バス） エキまちループ 市役所前行き
- クレアライン（広電バス・中国JRバス） 呉市方面

中電前 バス停（北行き 紙屋町方面）
- 3（広電バス） 八丁堀方面
- 6（広電バス） 八丁堀・牛田方面
- 7（広電バス） 紙屋町方面
- 10 急行（広電バス） 己斐 西広島駅方面 平日の朝と夕のみ
- 12（広電バス） 戸坂・東浄小学校前方面 平日の夕方のみ
- 21（広島バス） 八丁堀方面
- 41（広電バス・芸陽バス） 紙屋町・広島バスセンター方面
- 54,55（広電バス） 広島バスセンター方面

## 隣の停留場
広島電鉄
宇品線
袋町停留場 (U02) - 中電前停留場 (U03) - 市役所前停留場 (U04)